# 70 pr. n. št.
70 pr. n. št. je bilo leto predjulijanskega rimskega koledarja.
Oznaka 70 pr. Kr. oz. 70 AC (Ante Christum, »pred Kristusom«), zdaj posodobljeno v 70 pr. n. št., se uporablja od srednjega veka, ko se je uveljavilo številčenje po sistemu Anno Domini.

## Smrti
- Sanatruk Partski, veliki kralj Partskega cesarstva, vladal približno od leta 77 do 70 pr. n. št. (* 157 pr. n. št.)